# Giennadij Griniow
Giennadij Modiestowicz Griniow, ros. Геннадий Модестович Гринев (ur. w 1897 w stanicy Nowoczerkasskaja, zm. 20 października 1982 w Monachium) – rosyjski wojskowy (esauł), emigracyjny działacz kozacki, publicysta, dowódca kozackiego batalionu w składzie Ochotniczego Pułku SS „Varjag” podczas II wojny światowej.
W 1914 r. ukończył Sworowski korpus kadetów, zaś w 1915 r. nikołajewską szkołę kawaleryjską. Brał udział w I wojnie światowej. Służył jako młodszy oficer w 7 Pułku Husarzy. W 1918 r. wstąpił do Armii Dońskiej. W stopniu podesauła służył w 1 Sotni lejbgwardii Pułku Kozackiego. Następnie przeszedł do wojsk Białych gen. Antona I. Denikina. Awansował do stopnia esauła. W połowie października 1920 r. wraz z pozostałymi wojskowymi został ewakuowany z Krymu do Gallipoli. Na emigracji zamieszkał we Francji. Następnie przeniósł się do Niemiec. Działał w organizacjach kozackich. Po ataku wojsk niemieckich na ZSRR 22 czerwca 1941 r., podjął współpracę z Niemcami. W okupowanej Jugosławii w stopniu SS-Hauptsturmführera objął dowództwo kozackiego batalionu, który wszedł w skład Ochotniczego Pułku SS „Varjag”. Po zakończeniu wojny żył w zachodnich Niemczech. Pod koniec lat 40. wyemigrował do USA, gdzie redagował w Nowym Jorku pismo „Suworowcy”. W 1961 r. przeniósł się do Paryża, gdzie został redaktorem pisma „Informacyonnyj biulletień Objedinienija lejb-kazakow”. Zaangażował się w działalność muzeum lejbgwardii Pułku Kozackiego w Courbevoie pod Paryżem. Od 1966 r. redagował organ prasowy muzeum „Biulletień Muzieja lejb-gwardii Kazaczjego połka”. Występował z wykładami i odczytami. Od 1967 r. pisał artykuły do pisma „Wojennaja Byl”.